# Anolis longitibialis
Anolis longitibialis (бараонський товстий аноліс) — вид ігуаноподібних ящірок родини анолісових (Dactyloidae). Ендемік острова Гаїті.

## Підвиди
Виділяють два підвиди:
- Anolis longitibialis longitibialis Noble, 1923 — острів Беата;
- Anolis longitibialis specuum Schwartz, 1979 — півострів Бараона.

## Поширення і екологія
Бараонські товсті аноліси мешкають на півдні острова Гаїті та на сусідньому острові Беата. Вони живуть в пустельних чагарникових заростях та серед скель. Живляться комахами, павуками і квітами. Відкладають яйця.

## Збереження
МСОП класифікує цей вид як такий, що перебуває під загрозою зникнення. Anolis longitibialis загрожує знищення природного середовища.